# Vrhcáby
Vrhcáby, též puf (anglicky Backgammon, německy Wurfzabel; nesprávně vrchcáby) je stará desková hra pro dva hráče, ve které hraje roli jak náhoda, tak schopnosti hráčů. Ke hře je potřeba hrací deska (viz níže), 15 kamenů pro každého hráče (odlišené barvou, lze použít např. kameny z Go nebo Dámy), dvě běžné hrací kostky (klasické šestistěnné, např. z Člověče, nezlob se!) a obvykle i speciální sázecí kostička (viz odstavec o sázkách níže).

## Historie
Vrhcáby jsou jednou z nejstarších známých deskových her lidstva. Podle vyobrazení a archeologických nálezů je doloženo, že se hrála ve starověkém Egyptě, Sumeru, Mezopotámii i Persii.[zdroj?] Z deskových her je doložen senet.
V českých zemích jsou nejstarší kruhové hrací kameny doloženy z raného středověku: na Vyšehradě se vrhcáby hrály již na přelomu 10. a 11. století, jak dosvědčuje kámen s reliéfem zvířete v Muzeu hl. m. Prahy.[zdroj?] Největší obliby vrhcáby dosáhly v Evropě v době rytířských her ve 13. a 14. století a ve století patnáctém. Hráči vrhcáb, kteří se perou v hospodě, jsou vyobrazeni na českých kamnových kachlích z 15. století, například z Tábora. V době renesance a manýrismu se začaly zhotovovat intarzované kazety pro kombinaci tří her (dáma, ovčinec a vrhcáby), tak že hrací pole bývala vykládána intarzií kontrastních dřev, někdy uvnitř kazety, jindy vepsána pole dvou her současně. Z doby třicetileté války pocházejí nejkrásnější hrací kameny s portréty válečných hrdinů a nejkrásnější kazety na vrhcáby, zhotovené z barevných ovocných dřev technikou tzv. chebské intarzie, například jeden exemplář v Národním muzeu v Praze.
Slovo vrhcáb vzniklo přeložením německého slova Wurf (vrh) a počeštěním slova Zabel (poněmčené latinské slovo tabula – deska).

## Pravidla

### Základní shrnutí
Cílem hry je vyvést všech svých 15 kamenů po vyznačené dráze nejprve do vlastní „ohrádky“ a pak je odstranit z hrací desky. Hráči se střídají, na začátku každého tahu hodí hráč oběma kostkami a podle výsledku hodu posune některý svůj kámen či kameny o příslušný počet polí směrem k jejich cíli. Na každém poli může být libovolný počet kamenů jednoho hráče (i všech 15 na jednom poli). Pokud ovšem hráč ukončí tah kamenem na poli, kde je jeden soupeřův kámen, „vyhodí“ jej, tzn. vrátí ho až na začátek jeho cesty, na tzv. bar. Na pole, na kterém je více než jeden soupeřův kámen, se táhnout nesmí. Kameny protihráčů se pohybují v navzájem opačných směrech. Když má hráč všechny své kameny v poslední části hrací desky, může s nimi táhnout i mimo desku, čímž je odstraňuje ze hry. Hráč, kterému se podaří takto odstranit všechny kameny, vítězí.

### Přesná pravidla
Hrací deska se skládá z 24 polí rozdělených do čtyř sektorů:
Na tomto obrázku je vidět i počáteční rozestavení kamenů, směr pohybu kamenů obou hráčů a číslování polí z pohledu bílého (pole jsou někdy pro svůj tvar nazývána také klíny). Barva polí nemá žádný význam, pouze usnadňuje počítání.

#### Tahy
Na začátku hry hodí každý hráč jednou kostkou a ten hráč, který hodil větší číslo (při stejných hodnotách se hází znovu, ale viz též doplňková pravidla), začíná hru tím, že odehraje obě hozená čísla. V dalších kolech již hází každý hráč oběma kostkami sám. Hod se bere jako dvě oddělená čísla, určující počet polí, o které smí hráč postoupit zvolenými kameny. Hráč může postoupit jedním kamenem o součet obou čísel, ale pouze tak, že nejprve posune kámen o hodnotu jedné kostky (což musí být sám o sobě platný tah, tzn. kámen nesmí skončit na poli obsazeném více než jedním soupeřovým kamenem), teprve poté o hodnotu druhé kostky. Pokud na obou kostkách padne stejné číslo, bere se dvojnásobně, tzn. jako by padlo na čtyřech kostkách. Tyto čtyři hodnoty hráč může rozdělit na posun čtyř různých kamenů, na posun jednoho kamene o čtyřnásobek hozené hodnoty (ovšem opět ve čtyřech nezávislých krocích!), nebo libovolnou kombinaci těchto možností.
Hráč se nesmí vzdát svého tahu, třebaže je pro něj nevýhodný. Pokud existuje nějaký tah splňující pravidla, musí hráč táhnout. Pokud hráč může legálně hrát pouze část tahu (např. pouze hodnotu jedné kostky), musí odehrát co největší část tahu splňující pravidla. Pokud hráč může odehrát libovolnou hodnotu z obou kostek, ale nemůže hrát obě, musí hrát tu vyšší.

#### Vyhazování a vracení do hry
Jak už bylo zmíněno, pokud kámen skončí tah (nebo jeho část danou posunem o hodnotu na jedné kostce) na poli, obsazeném jedním soupeřovým kamenem, tento kámen vyhodí, tzn. přemístí na bar (také zvaný přepážka či závora), což je vyvýšené místo uprostřed desky. Bar se chápe jako pole umístěné před začátkem desky, nejvzdálenější od cíle. Když má hráč nějaký kámen (nebo kameny, počet kamenů na baru není omezen) na baru a chce je dostat zpět do hry, provede to přesně tak, jako by daný kámen opravdu stál jedno pole před deskou, tzn. např. hodem 1 přesune kámen na první pole desky (pochopitelně pokud není obsazeno soupeřem). Dokud má hráč alespoň jeden kámen na baru, musí tyto kameny dostat do hry před tím, než hraje jiným kamenem. Pokud mu hod kostky toto neumožňuje, hod mu propadá a hráč nehraje (popř. hraje pouze hodnotu na druhé kostce).
Pokud je na některém poli dva nebo více kamenů, je pole obsazeno a soupeř na tomto poli nesmí ukončit tah ani jeho část. Z tohoto důvodu je zřejmé, že šest obsazených polí v řadě je pro soupeře nepřekročitelnou překážkou (této formaci se říká prima). Pokud se navíc podaří hráči obsadit všech šest polí ve své domácí ohradě (tzn. v tom kvadrantu desky, ze kterého vyvádí kameny, což je současně kvadrant, do kterého soupeř nasazuje kameny vracející se z baru) v době, kdy má soupeř nějaký kámen na baru, soupeřovi se nemůže podařit vrátit tento kámen do hry, takže nemůže hrát a dokud tato situace trvá (dokud není prima rozpuštěna), ani nehází kostkami.

#### Vyvádění kamenů
Ve chvíli, kdy jsou všechny kameny hráče umístěny v jeho domácí ohradě (na posledních šesti polích desky), může hráč vyvádět kameny mimo desku. To provádí tak, že kameny jakoby táhne na fiktivní pole těsně za deskou, tzn. pokud na kostce padlo např. číslo čtyři, odstraní hráč jeden kámen ze čtvrtého pole. Pokud hráči padne číslo vyšší, než je jeho nejvzdálenější kámen, odstraní jeden z kamenů na nejvzdálenějším poli. (Tato poučka se netýká situace, kdy na daném poli sice neleží žádný kámen, ale nějaký kámen je ještě za daným polem. Tehdy musí hráč provést běžný tah kamenem po desce.) Pokud se v průběhu této koncovky stane, že se některý z kamenů dostane mimo domácí ohradu (soupeř ho vyhozením pošle na bar), hráč nemůže pokračovat ve vyvádění kamenů do té doby, než jsou opět všechny jeho zbylé kameny v domácí ohradě.
Hra končí ve chvíli, kdy jeden z hráčů vyvede z desky poslední kámen, čímž se stává vítězem. Hru je samozřejmě také možné ukončit v jejím průběhu (před hodem hráče) tím, že hráč nabídne soupeři svou rezignaci, kterou soupeř může a nemusí přijmout.

#### Bodování
V Backgammonu existují tři úrovně výhry:
- Backgammon – trojnásobná výhra. Pokud ve chvíli, kdy hráč vyvede svůj poslední kámen, má soupeř nějaký kámen ještě ve své vnější ohradě nebo na baru, a dosud ještě nevyvedl žádný kámen, vyhrává hráč trojnásobek sázky.
- Gammon – dvojnásobná výhra. Hráč vyhrává dvojnásobek sázky, pokud soupeř ještě nevyvedl žádný kámen (a pokud se nejedná o backgammon).
- Běžná výhra – jednoduchá výhra. Pokud protivník stihl vyvést alespoň jeden kámen, vyhrává hráč jednoduchou sázku.

Existence tří druhů výher je také důvod pro možnost odmítnutí rezignace. Pokud se hráč chce vzdát, nabízí také příslušný typ (násobek sázky). Pokud se nabídka soupeři nelíbí, protože si myslí, že by ve hře získal lepší výhru, může rezignaci odmítnout a hra pokračuje.

#### Sázky
Velice běžnou součástí hry jsou sázky, kvůli kterým je součástí hrací výbavy také speciální sázecí kostička. Jedná se o šestistěnnou kostku, na jejíchž stěnách jsou však místo běžných čísel 1–6 čísla 2, 4, 8, 16, 32, 64, která označují příslušný násobek základní sázky, o který se právě hraje. (Backgammon však lze hrát i bez zdvojnásobování, resp. úplně bez sázek.)
Na začátku hry leží kostka uprostřed mezi hráči, číslem 64 nahoru (v dané situaci toto číslo nahrazuje chybějící jedničku, tzn. jednonásobek, základní sázku). V průběhu hry, ve chvíli, kdy se jeden hráč domnívá, že je ve výhodné situaci, se může rozhodnout, že nabídne soupeři zdvojnásobení sázky. To může provést pouze na začátku svého tahu, ještě před tím, než hodí kostkami. Učiní to tak, že kostku otočí číslem 2 nahoru a posune k soupeři se slovy „nabízím zdvojnásobení“. Soupeř má nyní dvě možnosti: Může zdvojnásobení odmítnout. Tím okamžitě prohrává jednonásobek sázky (aktuální hodnotu kostky) a hra končí. Pokud zdvojnásobení přijme, ponechá si kostičku s dvojkou navrchu na své straně desky a od té chvíle se hraje o dvojnásobnou sázku. V dalším průběhu hry se ovšem může stát, že se situace obrátí (nebo se projeví, že původně flekující hráč poněkud přecenil svou situaci), takže se hráč, který původně zdvojnásobení přijal, může obrátit s nabídkou dalšího zdvojnásobení na svého soupeře, který má opět stejné možnosti, jen s tím, že se už jedná o dvojnásobné sázky (tzn. pokud odmítne, prohrává dvojnásobek základní sázky, pokud přijme, bude se hrát o čtyřnásobné sázky). Takto se může v jedné hře zdvojnásobovat teoreticky libovolněkrát (samozřejmě v praxi se jen zřídka objeví vyšší než zhruba 16- až 32násobná sázka).
Důležité je, že nabídnout zdvojnásobení může vždy jen ten hráč, na jehož straně kostka zrovna je (říká se, že je majitelem kostky). Jedinou výjimkou je začátek hry do prvního zdvojnásobení, kdy je kostka uprostřed (bez majitele).
Ve chvíli, kdy hra skončí, se běžné ohodnocení (jednoduchá výhra, gammon, backgammon) vynásobí hodnotou, která na sázecí kostičce je. Tzn. pokud např. hráč vzdá gammon ve chvíli, kdy je kostka na čísle 8, získává vítěz 16násobek základní sázky.

#### Zápasy
V backgammonu soupeři obvykle nehrají jedinou partii, která může skončit velice rychle (ale také se může protáhnout na desítky minut). Několik po sobě jdoucích partií se může chápat dvojím způsobem:

- Hra o peníze: Hry jsou relativně nezávislé, pouze se sčítají jejich výsledky a nakonec se provede vyúčtování. (Samozřejmě se nemusí ve skutečnosti hrát o peníze, důležitý je ten princip, že vítězem je hráč, který nakonec získá více bodů.)
- Zápasová hra: Na začátku se hráči dohodnou, do kolika bodů se zápas hraje. Výsledky zápasů se poté sčítají a hráč, který první dosáhne či překročí daný bodový zisk, v zápase vítězí. Přitom není podstatné, kolik bodů má v té chvíli soupeř, zda hráč získal požadovaný počet bodů těsně, nebo ho výrazně překročil apod.

### Doplňková pravidla
K předchozím základním pravidlům Backgammonu se často přidává ještě několik doplňujících pravidel, která mají za cíl vylepšit některé aspekty hry. Některá z pravidel jsou obvyklá, jiná jsou používána jen velice zřídka:
Jacobyho pravidloVelice rozšířené pravidlo. Používá se pouze při hře o peníze, udává, že pokud ve hře nebylo ani jednou zdvojnásobeno (kostka je stále bez majitele), gammony i backgammony se počítají pouze za jeden bod jako jednoduchá hra.
Crawfordovo pravidloVelice rozšířené pravidlo. Používá se pouze při zápasové hře. Říká, že v první hře, ve které jednomu z hráčů chybí do vítězství jediný bod (taková hra se pak označuje jako Crawfordovská), se nesmí zdvojnásobovat (hraje se bez zdvojnásobovací kostky). Pokud v této hře vedoucí hráč nevyhraje (čímž by vyhrál celý zápas), ve všech dalších hrách je již zdvojnásobování opět povoleno.
BobrUmožňuje hráči, kterému bylo nabídnuto zdvojnásobení, přijmout kostku s ještě dvojnásobně vyšší hodnotou, tzn. pokud hráč nabídne soupeři zdvojnásobení na 4, může soupeř přijmout s tím, že bobrem okamžitě zvyšuje na 8 (a původně zdvojnásobující hráč má běžnou volbu přijmout či odmítnout toto další zdvojnásobení). Důležité ovšem je, že majitelem je přesto bobrující hráč. Bobr je (kromě některých zvláštních situací) projevem chyby jednoho z hráčů (jeden z hráčů se mýlí v tom, že se hra vyvíjí lépe pro něj). Obvykle bývá omezen počet bobrů v jedné hře.
MývalNepříliš obvyklé pravidlo. Ještě vyšší stupeň bobra, kdy původně zdvojnásobující hráč na bobra odpovídá ještě jedním zdvojnásobením.
Automatické zdvojnásobeníPokud při zahajovacím hodu hodí oba hráči stejné číslo (takže se hod musí opakovat), jsou automaticky zdvojnásobeny sázky, tzn. zdvojnásobovací kostka se otočí číslem dvě nahoru (ale stále zůstává uprostřed desky, bez majitele). Obvykle bývá omezen počet automatických zdvojnásobení v jedné hře.
Egyptské pravidloZakazuje v průběhu hry umístit více než pět kamenů na jedno pole. Je to poměrně zásadní změna pravidel, v podstatě se spíše jedná o alternativní hru.

### Alternativní pravidla
Existuje několik alternativních verzí vrhcáb, které se od zde uvedených standardních pravidel více či méně odlišují. Mezi ně patří:
NackgammonVarianta hry (pojmenována podle Nicka „Nack“ Ballarda), která se od standardního Backgammonu liší pouze počáteční pozicí. Z bodů 6 a 13 je odebráno po jednom kameni a jsou umístěny na bod 23. Tato varianta hry se považuje za strategičtější hru, kde má štěstí menší vliv.
HypergammonHypergammon se hraje podle tradičních pravidel, ovšem pouze se třemi kameny pro každého hráče. Ty jsou na začátku umístěny v soupeřově domácí ohradě (na bodech 24, 23, 22). Zajímavou vlastností této hry je, že je již dostatečně jednoduchá na to, aby ji mohl počítačový program dokonale analyzovat (ve skutečnosti to není zcela exaktní analýza, ale z praktického hlediska se od ní neliší) a v každé pozici hrát ideální tah. Takového počítačového hráče pak nelze porazit jinak, než štěstím.
ChouetteJedná se o společenskou variantu Backgammonu, určenou pro více hráčů. Hráči si nejprve stanoví pořadí a první hráč tohoto seznamu hraje proti všem ostatním, zastoupeným druhým hráčem seznamu (tzv. kapitánem). Hra probíhá tradičně (zda ostatní hráči mohou svému kapitánovi radit, se dohodne před zápasem), s tou výjimkou, že sázecí kostičku má každý hráč svoji, takže zdvojnásobování nabízejí a přijímají nezávisle na sobě. Pokud hru vyhraje samostatný hráč, kapitán se přesouvá na konec seznamu. Pokud hru vyhraje kapitán, přesouvá se do pozice samostatného hráče (do tzv. boxu), který se přesune na konec seznamu. Kapitánem se pro další hru stává původně třetí hráč seznamu.

## Notace
Systém zápisu jednotlivých tahů v backgammonu je jednoduchý: Zápis jednoho kola začíná dvojčíslím hozeným na obou kostkách. U každého tahu kamenem se zaznamenají čísla polí, ze kterého a na které je kámen přesunut, oddělená lomítkem (např. 24/18). Čísla jsou vždy uváděna z pohledu hráče na tahu (tzn. druhé číslo je vždy nižší než první), takže udávají vzdálenost z daného pole do vynesení. Bar je označen buď přímo slovem bar, nebo číslem 25, vynesení kamene je buď signalizováno číslem 0, nebo obvykleji slovem out, nebo česky ven (např. 4/ven). Pokud je tahem vyhozen soupeřův kámen, připojuje se k označení tahu hvězdička (např. 15/12*). Pokud táhneme více než jednu část tahu jediným kamenem, není nutno oddělovat jeho části, pokud tak nemůže dojít k omylu (např. místo 9/6, 6/4 se píše 9/4). Pokud může dojít k omylu, nebo hlavně pokud první částí tahu vyhazujeme soupeřův kámen, zkracuje se zápis tak, že se obě části sloučí, např. 11/9*/5. Další zjednodušení zápisu se používá v případě, že více kamenů hraje stejný tah; tehdy se tento tah zapíše jen jednou a do závorek se za něj dá počet kamenů, které tak táhly, např. 19/17(2). Pokud v kole hráč nemůže daným hodem hrát, je v příslušném řádku pouze dvojčíslí udávající hod. Speciální činnosti (zdvojnásobení, nabídka rezignace apod.) se zapisují slovy. Možno je používat šachové značky pro anotaci tahů, jako jsou ? pro chybný tah, ?? pro velice chybný tah, ! pro silný tah atd.
Příklad zápisu části hry:
| 31: 8/5 6/5      | 66: 24/18(2) 13/7(2) |
| 26: 13/5         | Zdvojnásobení na 2 ? |
| Přijato          | 65: 18/7             |
| 25: 24/22 13/8   | 45: 8/3* 7/3         |
| 23: bar/23 24/21 | 56: 18/7             |

## Počítačové programy
Existuje velké množství počítačových programů, které umožňují hrát jak dvěma lidem proti sobě (ať už přímo na jednom počítači, nebo přes Internet), tak proti počítačovému protivníkovi. Mezi nejznámější (a nejuznávanější) patří např. svobodný software GNU Backgammon.
Jelikož ve vrhcábech hrají velkou roli hody kostkou, nelze použít klasické algoritmy, známé např. z programů hrajících šachy. Nejčastějším řešením počítačového protivníka je proto využití umělých neuronových sítí.

## Strategie a taktika
Ačkoliv se může začátečníkům zdát, že nejdůležitějším prvkem hry je náhoda reprezentovaná kostkami, není tomu tak. Je samozřejmé, že pokud má jeden z hráčů extrémní štěstí či smůlu, vývoj hry to zásadně ovlivní, ale v průměru mají nejdůležitější vliv na výsledek hlavně schopnosti hráčů (takže i v Backgammonu se používají žebříčky výkonnosti, často převzaté z šachů, např. Rating Elo).
K získání těchto schopností je potřeba hlavně praxe, pro ilustraci několik základních pouček:

- Nejjednodušším (avšak zdaleka ne jediným) měřítkem, jak si hráč ve hře stojí, je počet polí, které ještě potřebuje v hodech kostkami získat k tomu, aby všechny své kameny vyvedl z desky (tomuto počtu ok kostky se anglicky říká pip count). Hráč, kterému zbývá delší cesta, musí hrát spíše pozičně a snaží se zasahovat soupeřovy kameny. Hráč s nižším počtem ok se naopak snaží využít své momentální výhody a co nejrychleji dostat všechny své kameny za poslední soupeřův, čímž hra přechází do tzv. závodu, koncovky, ve které se už kameny nedají vyhazovat, takže do zbytku hry už záleží pouze na hodech kostkou. Zásadní chybou je pokus o závod ve chvíli, kdy je hráč pozadu a má hrát spíše pozičně. Schopnost spočítat (či alespoň odhadnout) rozdíl v počtu ok je u pokročilých hráčů běžná.
- Je chybou hrát na 100% jistotu, vždy pokrývat všechny svoje kameny, aby protihráč neměl žádnou šanci na zásah. Často se kalkulovaný risk vyplatí, často se také objevuje situace „dříve či později“, kdy odkládání riskantního avšak nutného tahu může znamenat zhoršení rizika.
- Vrhcáby nejsou Člověče, nezlob se!; vyhazování soupeřových kamenů za každou cenu není cestou k vítězství.
- Některá pole mají výraznou strategickou hodnotu a hráči se snaží je obsadit a držet. Mezi taková pole patří hlavně body 5 (tzv. zlatý bod) a 7 (bar point), resp. odpovídající body na soupeřově polovině desky.
- Pokud je hráč výrazně pozadu v závodění, musí se snažit ponechat nějaké kameny vzadu tak, aby soupeřovi překážely při vynášení a umožňovaly vyhazování nekrytých kamenů. Tento způsob hry vede k tzv. zpětné hře (angl. backgame), kdy není neobvyklé, že si hráč nechává úmyslně vyhazovat své kameny tak, aby je „recykloval“ zpět do boje. Pokud je taková hra sehrána dobře, může vést k vítězství, které se mezi hráči cení pro svůj půvab.

## Matematika
Ve vrhcábech lze na základě teorie pravděpodobnosti matematicky analyzovat mnoho zajímavých vlastností. Mezi nejdůležitější patří například pravděpodobnost vrhu konkrétního součtu.

### Pravděpodobnost
Ve vrhcábech se hází dvěma šestistěnnými kostkami, u kterých nezáleží na pořadí a jejichž hodnoty jsou nezávislé (existuje tedy 21 různých výsledků hodu). Pravděpodobnost, že bude vržena konkrétní dvojice hodnot, tedy je 2 : 36 (5,6 %), případně 1 : 36 (2,8 %) u konkrétního double. Obdobně pravděpodobnost, že alespoň na jedné kostce bude vrženo požadované číslo, je 11 : 36 (30,6 %), pravděpodobnost libovolného double je 6 : 36 (16,7 %). Stejným způsobem lze zjistit pravděpodobnost zásahu na danou vzdálenost, resp. překonání nějaké vzdálenosti (za předpokladu, že na cestě nepřekáží soupeřem pokryté pole):
| Vzdálenost | p(zásah) | p(součet min.) |
| ---------- | -------- | -------------- |
| 1          | 30,6 %   | 100,0 %        |
| 2          | 33,3 %   | 100,0 %        |
| 3          | 38,9 %   | 100,0 %        |
| 4          | 41,7 %   | 94,4 %         |
| 5          | 41,7 %   | 86,1 %         |
| 6          | 47,2 %   | 75,0 %         |
| 7          | 16,7 %   | 63,9 %         |
| 8          | 16,7 %   | 47,2 %         |
| 9          | 13,9 %   | 33,3 %         |
| 10         | 8,3 %    | 22,2 %         |
| 11         | 5,6 %    | 16,7 %         |
| 12         | 8,3 %    | 11,1 %         |
| 15         | 2,8 %    | 8,3 %          |
| 16         | 2,8 %    | 8,3 %          |
| 18         | 2,8 %    | 5,6 %          |
| 20         | 2,8 %    | 5,6 %          |
| 24         | 2,8 %    | 2,8 %          |

Pokud má hráč některý kámen na baru, musí jej před hrou jinými kameny nejprve vrátit do hry. Pokud však soupeř obsadil ve své domácí ohradě některá pole, nemusí se nasazení podařit a hráč tak ztrácí příležitost kolo odehrát. Pravděpodobnost, že se hráči při některých obsazených polích podaří nasadit všechny vyhozené kameny zpět do hry, shrnuje následující tabulka:
| Obsazených polí | 1 kámen | 2 kameny | 3 nebo 4 kameny |
| --------------- | ------- | -------- | --------------- |
| 0               | 100,0 % | 100,0 %  | 16,7 %          |
| 1               | 97,2 %  | 69,4 %   | 13,9 %          |
| 2               | 88,9 %  | 44,4 %   | 11,1 %          |
| 3               | 75,0 %  | 25,0 %   | 8,3 %           |
| 4               | 55,6 %  | 11,1 %   | 5,6 %           |
| 5               | 30,6 %  | 2,8 %    | 2,8 %           |
| 6               | 0,0 %   | 0,0 %    | 0,0 %           |

### Ekvita a další hodnoty
Zvláště v případě hry se sázením je velmi důležitá schopnost odhadnout své šance ve hře. K vyjadřování takové šance a k jejím výpočtům slouží některé hodnoty vypočítané na základě stavu hry:
Nejdůležitějším pojmem ve hře o peníze je ekvita, která vyjadřuje očekávanou hodnotu dané hry, tzn. průměrný zisk, který hráč v takové pozici obdrží (pokud by se ze stejné pozice odehrálo velmi velké množství her). Pozice, kdy hráč už jasně vyhrává backgammon, má ekvitu +3 (se 100% pravděpodobností vyhrává trojnásobek sázky), pozice, kdy hráč s pravděpodobností 10 % vyhraje jednoduchou hru a s pravděpodobností 90 % jednoduchou hru prohraje, má ekvitu 0,1 · (+1) + 0,9 · (−1) = −0,8. V zápasové hře nemají jednotlivé druhy výher význam sám o sobě a výsledné skóre je nepodstatné, takže ekvita se zde nepoužívá a místo ní se počítá prostá pravděpodobnost vítězství v daném zápase. K takovému výpočtu se používají tzv. tabulky zápasové ekvity, které vyjadřují pravděpodobnost výhry celého zápasu při daném skóre (např. mohou obsahovat údaj, že pokud jednomu hráči chybí do vítězství v zápase tři body, zatímco jeho soupeři bodů pět, první hráč celý zápas vyhraje s pravděpodobností 65 %; přesná hodnota však závisí na mnoha parametrech; pro hrubý odhad zápasové ekvity slouží jednoduché vzorečky jako např. Janowského vzorec {\displaystyle p=0{,}5+0{,}85{\frac {d}{t+6}}}, kde d je bodový rozdíl a t je počet bodů chybějících prohrávajícímu hráči k vítězství).
Pro odhady matematických parametrů některých důležitých situací byly vyvinuty různé metody, jako např. Thorpova hodnota, která z počtu kamenů a zbývajících ok pro oba hráče jednoduše vypočítá dvě čísla, podle kterých se lze rozhodnout, zda je správné ve fázi závodu zdvojnásobit, resp. zdvojnásobení přijmout.